# Mokumea yuhitai
Mokumea yuhitai is een slakkensoort uit de familie van de Columbellidae. De wetenschappelijke naam van de soort is voor het eerst geldig gepubliceerd in 1991 door Habe.